# Karl Rahner
Karl Rahner, född 5 mars 1904 i Freiburg im Breisgau, död 30 mars 1984 i Innsbruck, var en tysk katolsk präst och teolog.
Vid 18 års ålder inträdde Rahner i jesuitorden. Hans teologiska utbildning skedde till största delen inom nyskolastikens ramar, som var brukligt under första hälften av 1900-talet, varför Thomas av Aquino och nythomismen (den form av skolastisk, katolsk teologi som fick en renässans under 1800-talet) utövat inflytande på hans tänkande.
Rahners teologi är trogen den katolska läran men har även influerats från annat håll. De inspiratörer som torde vara viktigast att nämna är tysken Martin Heidegger och den belgiske jesuiten Joseph Maréchal. Hans teologi skulle i viss mån kunna kallas existentiell.
Som en röd tråd i Rahners lära (som sträcker sig över hela det kristna teologiska spektrumet) finns hans begrepp "Vorgriff auf Esse" och "den övernaturliga existentialen". Vorgriff auf Esse (som till engelska ofta översätts med "the pre-apprehension of being") innebär ungefär vår föraning om det eviga (Gud) som ett grunddrag i vår mänskliga natur, och som det vår kunskap om det skapade relateras till eller upplevs i ljuset av. Den övernaturliga existentialen (’existential’ är ett begrepp lånat från Heidegger) är Guds erbjudande av nåd som konstituerande för tillvaron.
Bland Rahners viktigaste skrifter bör nämnas "Hörer des Wortes", "Einführung in den Begriff des Christentums" och "Geist in Welt".